# بوغوچو
بوغوچو (به قرقیزی: Бугучу، بۇعۇچۇ) یک روستا در قرقیزستان است که در شهرستان قوچقار واقع شده‌است. بوغوچو ۱٬۰۹۷ نفر جمعیت دارد و ۱٬۹۱۵ متر بالاتر از سطح دریا واقع شده‌است.